# Kim Warwick
Kim Warwick (* 8. April 1952 in Sydney) ist ein ehemaliger australischer Tennisspieler. Er gewann in seiner Profikarriere drei Titel im Einzel und 26 Titel im Doppel, darunter dreimal die Australian Open und einmal die French Open. Hinzu kamen zwei Mixed-Titel in Roland Garros.

## Erfolge

### Einzel
| Nr. | Datum             | Turnier      | Finalgegner    | Ergebnis      |
| --- | ----------------- | ------------ | -------------- | ------------- |
| 1.  | 22. November 1976 | Bangalore    | Sashi Menon    | 6:1, 6:2      |
| 2.  | 10. Dezember 1979 | Adelaide     | Bernard Mitton | 7:5, 6:4      |
| 3.  | 25. November 1980 | Johannesburg | Fritz Buehning | 6:2, 6:1, 6:2 |

### Doppel
| Nr. | Datum              | Turnier             | Partner          | Finalgegner                        | Ergebnis                  |
| --- | ------------------ | ------------------- | ---------------- | ---------------------------------- | ------------------------- |
| 1.  | 15. September 1974 | Cedar Grove         | Steve Siegel     | Dick Crealy Bob Tanis              | 4:6, 6:2, 6:1             |
| 2.  | 11. Oktober 1976   | Brisbane            | Syd Ball         | Ismail El Shafei Brian Fairlie     | 6:4, 6:4                  |
| 3.  | 26. Dezember 1976  | Sydney (outdoor)    | Syd Ball         | Mark Edmondson John Marks          | 6:3, 6:4                  |
| 4.  | 31. Oktober 1977   | Tokio (outdoor)     | Geoff Masters    | Colin Dibley Chris Kachel          | 6:2, 7:6                  |
| 5.  | 7. November 1977   | Hongkong            | Syd Ball         | Marty Riessen Roscoe Tanner        | 7:6, 6:3                  |
| 6.  | 5. Dezember 1977   | Adelaide            | Syd Ball         | John Alexander Phil Dent           | 3:6, 7:6, 6:4             |
| 7.  | 26. Dezember 1978  | Australian Open     | Wojciech Fibak   | Paul Kronk Cliff Letcher           | 7:6, 7:5                  |
| 8.  | 2. Januar 1979     | Auckland            | Bernard Mitton   | Andrew Jarrett Jonathan Smith      | 6:3, 2:6, 6:3             |
| 9.  | 24. März 1980      | Nizza               | Chris Delaney    | Stanislav Birner Jiří Hřebec       | 6:4, 6:0                  |
| 10. | 19. Mai 1980       | Rom                 | Mark Edmondson   | Balázs Taróczy Eliot Teltscher     | 7:6, 7:6                  |
| 11. | 16. Juni 1980      | Surbiton            | Mark Edmondson   | Andrew Pattison Butch Walts        | 7:6, 6:7, 6:7, 7:6, 15:13 |
| 12. | 26. Dezember 1980  | Australian Open (2) | Mark Edmondson   | Peter McNamara Paul McNamee        | 7:5, 6:4                  |
| 13. | 24. Dezember 1981  | Australian Open (3) | Mark Edmondson   | Hank Pfister John Sadri            | 6:3, 6:7, 6:3             |
| 14. | 4. Januar 1982     | Adelaide (2)        | Mark Edmondson   | Andrew Jarrett Jonathan Smith      | 7:5, 4:6, 7:6             |
| 15. | 18. Januar 1982    | Guarujá             | Phil Dent        | Carlos Kirmayr Cássio Motta        | 6:7, 6:2, 6:3             |
| 16. | 8. Februar 1982    | Richmond WCT        | Mark Edmondson   | Syd Ball Rolf Gehring              | 6:4, 6:2                  |
| 17. | 19. Juli 1982      | Kitzbühel           | Mark Edmondson   | Rod Frawley Pavel Složil           | 4:6, 6:4, 6:3             |
| 18. | 15. August 1983    | Stowe               | Brad Drewett     | Fritz Buehning Tom Gullikson       | 4:6, 7:5, 6:2             |
| 19. | 7. November 1983   | Taipeh              | Wally Masur      | Ken Flach Robert Seguso            | 7:6, 6:4                  |
| 20. | 6. April 1985      | München             | Mark Edmondson   | Sergio Casal Emilio Sánchez        | 4:6, 7:5, 7:5             |
| 21. | 27. Mai 1985       | French Open         | Mark Edmondson   | Shlomo Glickstein Hans Simonsson   | 6:3, 6:4, 6:7, 6:3        |
| 22. | 18. November 1985  | Hongkong (2)        | Brad Drewett     | Jakob Hlasek Tomáš Šmíd            | 6:3, 4:6, 6:2             |
| 23. | 16. Dezember 1985  | Adelaide            | Mark Edmondson   | Nelson Aerts Tomm Warneke          | 6:4, 6:4                  |
| 24. | 18. August 1986    | Cincinnati          | Mark Kratzmann   | Christo Steyn Danie Visser         | 6:3, 6:4                  |
| 25. | 3. November 1986   | Stockholm           | Sherwood Stewart | Pat Cash Slobodan Živojinović      | 6:4, 6:4                  |
| 26. | 16. März 1987      | Orlando             | Sherwood Stewart | Paul Annacone Christo van Rensburg | 2:6, 7:6, 6:4             |